# Karl Klindworth

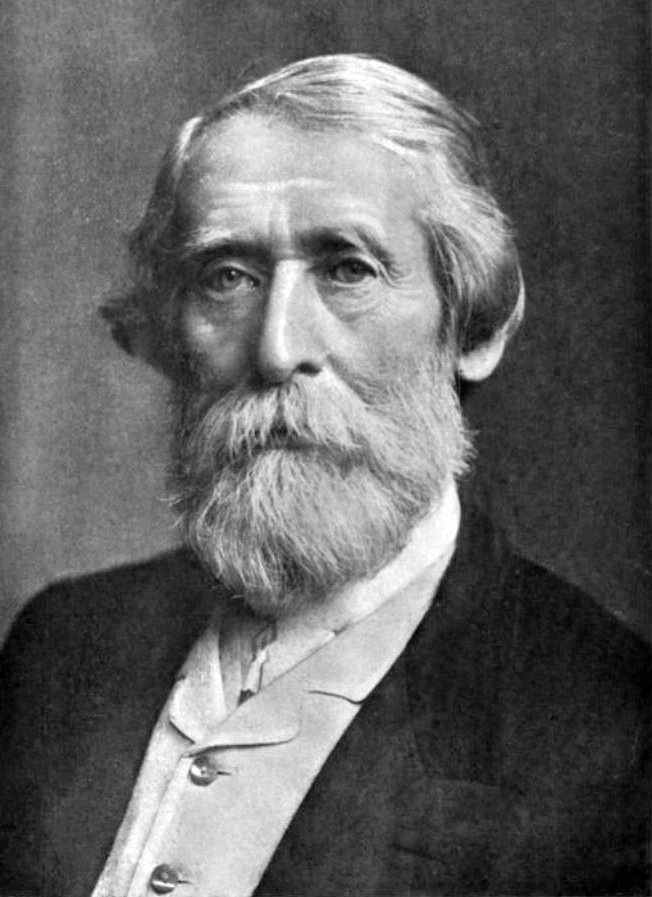
Karl Klindworth

Karl Klindworth (Hanôver, 25 de setembro de 1830 – Stolpe, perto de Oranienburg, 27 de julho de 1916) foi um compositor, maestro e violinista alemão.

## Biografia

### Família
Klindworth nasceu em Hanover em 1830 como filho de Carl August Klindworth e Dorothea Wilhelmine (1800–1853), nascida Lamminger, filha do impressor da corte Johann Thomas Lamminger (1757–1805). Ele era sobrinho paterno do diplomata e agente de inteligência Georg Klindworth e do relojoeiro Karl Friedrich Felix Klindworth (1788-1851).
Quando criança, o jovem Klindworth recebeu aulas de violino e aprendeu sozinho a tocar piano. Como não foi aceito como aluno de violino de Louis Spohr, ele se juntou a uma companhia de teatro itinerante como violinista e maestro de sucesso quando tinha apenas 17 anos. Em 1850, ele assumiu a liderança da Neue Liedertafel em Hanôver. No verão de 1852, Klindworth foi para Weimar, onde teve aulas de piano com Franz Liszt e logo se tornou um de seus discípulos e amigos mais próximos.  Ele também se tornou amigo de Richard Wagner.

### Carreira
Em 1854, Klindworth foi para Londres onde permaneceu por quatorze anos, estudando, ensinando e ocasionalmente aparecendo em público.  De Londres, Klindworth foi para Moscou em 1868, após o convite de Nikolai Rubinstein para assumir o cargo de professor de pianoforte no Conservatório de Moscou, onde conheceu Pyotr Ilyich Tchaikovsky como professor de harmonia. Enquanto estava na Rússia, ele completou seus arranjos para piano para Der Ring des Nibelungen de Wagner, que ele havia começado durante a visita de Wagner à Inglaterra em 1855, as sonatas de Beethoven e também sua edição crítica das obras de Frédéric Chopin. Ele então se tornou maestro da Filarmônica de Berlim em 1882, em associação com Joseph Joachim e Franz Wüllner, sendo também o maestro da Sociedade Wagner de Berlim. Nessa época, ele estabeleceu a Klindworths Musikschule, que mais tarde se tornou o Conservatório Klindworth-Scharwenka.
Klindworth permaneceu em Berlim até 1893, quando se aposentou em Potsdam, exercendo a profissão de professor.  Ele ganhou sua grande reputação como editor de obras musicais, tendo reorquestrado o segundo concerto para piano de Chopin, adotado e criado Winifred Williams para ser uma perfeita "wagnerita" e fez a orquestração do primeiro movimento do concerto para piano solo de Alkan, o oitavo dos estudos do compositor em todas as tonalidades menores, embora outros tenham orquestrado todos os três movimentos. Ele morreu em 1916 em Stolpe, perto de Oranienburg, aos 85 anos.

## Trabalhos

### Piano
- Concert-Polonaise
- Polonaise-Fantaisie

### Edições e reduções de piano
- Hector Berlioz: Auswahl aus La damnation de Faust
- Pjotr Iljitsch Tschaikowski: Roméo et Juliette für 2 Klaviere, Francesca da Rimini für Klavier zu 4 Händen
- Wolfgang Amadeus Mozart: Requiem für Klavier zu 4 Händen
- Franz Schubert: Große C-Dur-Symphonie für 2 Klaviere
- Richard Wagner: Rienzi, Der fliegende Holländer, Tannhäuser, Lohengrin, Tristan und Isolde, Die Meistersinger von Nürnberg, Der Ring des Nibelungen, Parsifal

### Edições
- Frédéric Chopin: Oeuvres complètes. 6 Bände. Moscou 1873–1876.
- Ludwig van Beethoven: Sonates pour piano. 3 Bände. Berlim 1884.
- Johann Sebastian Bach: Das wohltemperierte Klavier. Mainz 1894.
- Felix Mendelssohn Bartholdy: Lieder ohne Worte. Londres 1898.

### Aulas de piano
- Die Kunstfertigkeit im Klavierspiel, 24 Übungsstücke in allen Dur- und Moll-Tonarten. Mainz 1897.
- Novello's School of Pianoforte Music. London 1902.
- Elementar-Klavierschule. London, Mainz 1903.
- 24 Übungsstücke in allen Dur- und Moll-Tonarten zur Ausbildung der Kunstfertigkeit im Klavierspiel, letztes Ergänzungsheft zur Klavierschule von Bertini.

### Cartas e escritos
- Einst und Jetzt in England. Bayreuth 1898.
- Gedenken und Gedanken aus Karl Klindworths Briefen nach Wahnfried. Bayreuth 1916.
- Unveröffentlichte Briefe Karl Klindworths an Tschaikowski. Berlin 1965.